# Shaolin Wuzang
Shaolin Wuzang (im Original Shaolin Kids) ist eine chinesisch-französische Zeichentrickserie aus dem Jahr 2006.

## Handlung
In der chinesischen Provinz Henan des 17. Jahrhunderts herrscht der Schrecken. Die Dämonin Heihu ist aus ihrem tausendjährigen Gefängnis entkommen und verbreitet Leid über das Land, zusammen mit ihrem kriminellen Gefolge, den schwarzen Füchsen. In ihrer Not wenden sich die Provinzherren und die Bauern an die edlen Ritter der Shaolin-Mönche, die Beschützer von Unschuldigen.
Meister Sanzang, Oberhaupt des Shaolin Klosters, erinnert sich an die alte Geschichte der drei Shaolin-Mönche, die es ein Jahrtausend zuvor geschafft hatten, Heihu zu bannen und er macht sich auf die Suche nach den Reinkarnationen der drei Ritter, denn nur sie können Heihu bezwingen. Doch als er die Drei dann endlich findet, muss er feststellen, dass es sich bei ihnen noch um Kinder handelt, die erst noch in der Kunst des Kong Fus unterrichtet werden müssen, um dann zu mächtigen Rittern des Shaolin Ordens zu werden, um sich dem Dämon zu stellen.
Für die drei Jugendlichen Hua, Cheng und Tang beginnt somit ein Abenteuer, voller harter Trainingsstunden und Prüfungen. Die Ausbildung der Drei ist eine Einführung in altes Wissen über Magie, Zauber, Heilkünste und Kampfsport – alte Geheimnisse, die die Shaolin-Mönche sorgsam hüten. Trotz, dass die drei Shaolin-Ritter noch jung sind, sind sie auf dem Trainingsgelände des Klosters darauf angewiesen, Kontakte zu knüpfen, mit Menschen ganz unterschiedlicher Herkunft und sich mit ihnen auszutauschen.
Die Shaolin-Schüler müssen sich nunmehr gegen Heihu und seine kriminellen Gehilfen behaupten, der ewige Kampf zwischen Gut und Böse wird durch sie erneut ausgetragen. Dabei geht es besonders um die zwei Bücher der Weisheit, denn wer sie besitzt, kann mit dem in ihnen gespeicherten Wissen der Herrscher der Welt werden. Nachdem Heihu den Shaolin-Mönchen das eine entwendet hat, setzt er alles daran, das zweite Buch in seine Finger zu bekommen. Somit ist es die Aufgabe der drei Helden, ihm zuvorzukommen.

## Charaktere
Hua
Die Feministin ist ihrer Zeit weit voraus. Als das erste Mädchen im Shaolin-Kloster ist es ihr Ziel zu zeigen, dass auch Mädchen kämpfen können wie Jungen, oder manchmal sogar besser. Sie hat eine starke Persönlichkeit und einen eisernen Willen, der ihr hilft sich gegen jeden durchzusetzen. Durch ihren Ehrgeiz ist sie oft ungeduldig.
Tang
Der einzige Sohn einer hohen Familie ist dementsprechend gut ausgebildet in Lesen, Schreiben, Schwertkampf und Politik, was ihn auch dazu verleitet, überheblich und arrogant zu wirken, da er sich mit seinem Wissen den Anderen überlegen fühlt. Seine Leidenschaft gehört der Wissenschaft, was ihn des Öfteren als Langweiler darstellt, aber zu einem aufgeklärten Denker macht. Er glaubt nicht an Mythen, Legenden oder Magie und versucht immer eine vernünftige Antwort zu finden.
Cheng
Er ist in einer großen Familie von Bauern aufgewachsen. Er ist bewandert in der Natur, weiß, welche Wirkung bestimmte Kräuter haben und kann erkennen, ob es gutes oder schlechtes Wetter geben wird. Da er als Bauer lebte, wurden ihm die alten Legenden des Landes von Kindesbeinen an beigebracht und er glaubt an sie, was ihn oft in den Konflikt mit Tang bringt, für den Magie nicht existiert.

## Stil
Viele Legenden, Traditionen und Geschichten aus der chinesischen Kultur werden in der Serie verarbeitet. Der Stil ist ein Gemisch aus Elementen des Animes (japanischem Zeichentrick) und westlichen Zeichenstilen.

## Veröffentlichung
Die Serie wurde erstmals ab dem 13. Dezember 2006 durch den französischen Sender France 3 ausgestrahlt. Sie wurde auch auf Chinesisch gesendet. Auf Französisch erschien die Serie auch auf 2 DVD-Boxen. In Deutschland wurde die Serie auf dem Kinder-Sender „KiKA“ gesendet, wurde aber vor einigen Jahren wieder aus dem Programm genommen.
Vom 4. bis 23. Oktober 2007 erfolgte die erste deutschsprachige Ausstrahlung durch den Sender KiKA. Später folgten Wiederholungen im Programm von Kika, ORF eins, SRF zwei und Jetix.

### Synchronisation
Die deutsche Sprachfassung stammt von der Bavaria Film Synchron.
| Rolle | deutscher Sprecher |
| ----- | ------------------ |
| Hua   | Katharina Berthold |
| Tang  | David Lütgenhorst  |
| Cheng | Johannes Wolko     |